# Анчакяй
Анчакяй — село у Литві, Расейняйський район, знаходиться за 1 км від міста Расейняй. Станом на 2001 рік у селі проживало 26 людей. Поруч знаходиться село Ґейшяй.

## Принагідно
- Мапа із зазначенням місцерозташування

| Литва | Це незавершена стаття з географії Литви. Ви можете допомогти проєкту, виправивши або дописавши її. |